# Copa São Paulo de Futebol Júnior de 2013
A Copa São Paulo de Futebol Júnior de 2013 foi a 44ª edição da "copinha", a maior competição de futebol júnior do Brasil, disputada por clubes juniores de todo o país. Organizada pela Federação Paulista de Futebol (FPF), aconteceu entre 4 e 25 de janeiro, data do aniversário da cidade de São Paulo. Nessa edição, os 100 clubes participantes foram divididos em 25 chaves em 25 cidades-sede.
O campeão foi o Santos, que derrotou, por 3 a 1, o Goiás na final. O jogador Leandrinho, do Santos, foi eleito pela Federação Paulista de Futebol (FPF) o melhor jogador do campeonato.

## Regulamento
A Competição foi disputada em seis fases: primeira fase, segunda fase, oitavas-de-final, quartas-de-final, semifinal e final. Participaram da primeira fase um total de 100 clubes, divididos em 25 grupos, portanto de A a Z.
Na  primeira fase os clubes jogaram entre si, dentro do grupo em turno único, classificando-se para a segunda fase o clube que obteve o maior número de pontos ganhos nos respectivos grupos e os sete clubes melhores segundos colocados, independente do grupo a que pertenciam.
Ao término da primeira fase, em eventual igualdade de pontos ganhos entre dois ou mais clubes, aplicou-se, sucessivamente, os seguintes critérios:
- Maior número de vitórias
- Maior saldo de gols
- Maior número de gols marcados
- Menor número de cartões vermelhos
- Menor número de cartões amarelos
- Confronto direto (somente no empate entre dois clubes)
- Sorteio público na sede da FPF

Em eventual igualdade de pontos ganhos entre três ou mais clubes e uma das alíneas do caput deste artigo do regulamento determinar a vantagem ou desvantagem de um dos concorrentes, as alíneas continuaram a ser aplicadas sucessivamente com os clubes restantes.

## Transmissão
Neste ano a Rede Globo adquiriu os direitos de transmissão, mas como não transmitiu nenhum jogo, algumas emissoras transmitiram todo o campeonato:
- RedeTV!
- Rede Vida
- SporTV
- ESPN Brasil
- TV FPF

## Equipes participantes
Estas são as 100 equipes que participaram desta edição:
| Estado              | Equipe                       |                | Estado                  | Equipe |
| ------------------- | ---------------------------- | -------------- | ----------------------- | ------ |
| Acre                | Atlético Acreano             | Santa Catarina | Criciúma EC             |        |
| Alagoas             | ASA                          | Santa Catarina | Figueirense FC          |        |
| Alagoas             | SC Corinthians Alagoano      | São Paulo      | América FC              |        |
| Amazonas            | Nacional FC                  | São Paulo      | SC Atibaia              |        |
| Amapá               | Santos FC                    | São Paulo      | Audax São Paulo EC      |        |
| Bahia               | EC Bahia                     | São Paulo      | Botafogo FC             |        |
| Bahia               | AA São Francisco             | São Paulo      | Comercial FC            |        |
| Bahia               | EC Vitória                   | São Paulo      | SC Corinthians Paulista |        |
| Ceará               | Ceará SC                     | São Paulo      | Desportivo Brasil       |        |
| Ceará               | Fortaleza EC                 | São Paulo      | A Ferroviária E         |        |
| Distrito Federal    | Cruzeiro FC                  | São Paulo      | AA Flamengo             |        |
| Distrito Federal    | SE Gama                      | São Paulo      | AA Francana             |        |
| Espírito Santo      | A Desportiva Ferroviária VRD | São Paulo      | Grêmio Barueri FL       |        |
| Espírito Santo      | CERAA São Mateus             | São Paulo      | Grêmio E Osasco         |        |
| Goiás               | Atlético C Goianiense        | São Paulo      | Grêmio D Prudente       |        |
| Goiás               | Goiás EC                     | São Paulo      | Guarani FC              |        |
| Goiás               | Vila Nova FC                 | São Paulo      | Guaratinguetá FL        |        |
| Maranhão            | Americano FC                 | São Paulo      | CA Juventus             |        |
| Maranhão            | JV Lideral FC                | São Paulo      | CA Lemense              |        |
| Mato Grosso         | Rondonópolis EC              | São Paulo      | CA Linense              |        |
| Mato Grosso         | União EC                     | São Paulo      | Marília AC              |        |
| Mato Grosso do Sul  | Aquidauanense FC             | São Paulo      | Mirassol FC             |        |
| Mato Grosso do Sul  | CE Guaicurus                 | São Paulo      | Mogi Mirim EC           |        |
| Minas Gerais        | América FC                   | São Paulo      | A Monte Azul            |        |
| Minas Gerais        | C Atlético Mineiro           | São Paulo      | Nacional AC             |        |
| Minas Gerais        | Cruzeiro EC                  | São Paulo      | EC Noroeste             |        |
| Minas Gerais        | EC Itaúna                    | São Paulo      | G Novorizontino         |        |
| Pará                | Paysandu SC                  | São Paulo      | SE Palmeiras            |        |
| Pará                | C Remo                       | São Paulo      | Paulista FC             |        |
| Paraíba             | Botafogo FC                  | São Paulo      | CA Penapolense          |        |
| Paraná              | C Atlético Paranaense        | São Paulo      | AA Ponte Preta          |        |
| Paraná              | Coritiba FBC                 | São Paulo      | A Portuguesa D          |        |
| Paraná              | Paraná C                     | São Paulo      | Red Bull B              |        |
| Pernambuco          | C Náutico C                  | São Paulo      | Rio Preto EC            |        |
| Pernambuco          | Santa Cruz FC                | São Paulo      | EC Santo André          |        |
| Pernambuco          | Sport CR                     | São Paulo      | Santos FC               |        |
| Piauí               | Barras FC                    | São Paulo      | São Bernardo FC         |        |
| Rio de Janeiro      | Botafogo FR                  | São Paulo      | AD São Caetano          |        |
| Rio de Janeiro      | CR Flamengo                  | São Paulo      | São Carlos FC           |        |
| Rio de Janeiro      | Fluminense FC                | São Paulo      | São José EC             |        |
| Rio de Janeiro      | CR Vasco da Gama             | São Paulo      | São Paulo FC            |        |
| Rio Grande do Norte | ABC FC                       | São Paulo      | Sertãozinho FC          |        |
| Rio Grande do Norte | América FC                   | São Paulo      | Sumaré AC               |        |
| Rio Grande do Sul   | SER Caxias S                 | São Paulo      | EC Taubaté              |        |
| Rio Grande do Sul   | Grêmio FBPA                  | São Paulo      | União São João EC       |        |
| Rio Grande do Sul   | SC Internacional             | São Paulo      | AE Velo Clube RC        |        |
| Rio Grande do Sul   | EC Juventude                 | São Paulo      | EC XV de Piracicaba     |        |
| Rondônia            | EC Espigão                   | Sergipe        | AD Confiança            |        |
| Roraima             | São Raimundo EC              | Sergipe        | AA Guarany              |        |
| Santa Catarina      | Avaí FC                      | Tocantins      | Tocantinópolis EC       |        |

## Primeira fase

### Grupo A (Presidente Prudente)
| Time            | Pts | J | V | E | D | GP | GS | SG |
| --------------- | --- | - | - | - | - | -- | -- | -- |
| Grêmio          | 6   | 3 | 2 | 0 | 1 | 7  | 4  | +3 |
| Espigão         | 5   | 3 | 1 | 2 | 0 | 3  | 1  | +2 |
| Grêmio Prudente | 4   | 3 | 1 | 1 | 1 | 6  | 5  | +1 |
| Aquidauanense   | 1   | 3 | 0 | 1 | 2 | 1  | 7  | -6 |

| 6 de janeiro | Grêmio Prudente | 0 – 0     | Espigão | Estádio Eduardo José Farah, Presidente Prudente |
| 14:00        |                 | Relatório |         | Árbitro: Alessandro da Silva Balieiro           |

| 6 de janeiro | Grêmio                          | 2 – 0     | Aquidauanense | Estádio Eduardo José Farah, Presidente Prudente |
| 16:00        | Calyson 21' · Lucas Gabriel 85' | Relatório |               | Árbitro: Leonardo Ferreira Lima                 |

| 9 de janeiro | Grêmio Prudente                                  | 4 – 0     | Aquidauanense | Estádio Eduardo José Farah, Presidente Prudente |
| 18:00        | Cléber 9' · Pedro 37' · Toni 71' · Guilherme 79' | Relatório |               | Árbitro: Douglas Marques das Flores             |

| 9 de janeiro | Espigão                   | 2 – 0     | Grêmio | Estádio Eduardo José Farah, Presidente Prudente |
| 20:00        | Leandro 45+1' · Halif 70' | Relatório |        | Árbitro: Júnior César Lossávaro                 |

| 13 de janeiro | Aquidauanense | 1 – 1     | Espigão     | Estádio Eduardo José Farah, Presidente Prudente |
| 17:00         | Ailton 69'    | Relatório | Miranda 78' | Árbitro: Clayton de Oliveira Dutra              |

| 13 de janeiro | Grêmio Prudente                            | 2 – 5     | Grêmio                                                  | Estádio Eduardo José Farah, Presidente Prudente |
| 19:00         | Guilherme Sampaio 30' · Fernando Forte 41' | Relatório | Lucas Coelho 7' 71' · Mateus 51' · Gustavo Xuxa 57' 63' | Árbitro: Rafael Emilio Acerra                   |

### Grupo B (Marília)
| Time        | Pts | J | V | E | D | GP | GS | SG |
| ----------- | --- | - | - | - | - | -- | -- | -- |
| Coritiba    | 9   | 3 | 3 | 0 | 0 | 5  | 2  | +3 |
| Cruzeiro-DF | 4   | 3 | 1 | 1 | 1 | 6  | 6  | 0  |
| Mirassol    | 4   | 3 | 1 | 1 | 1 | 4  | 4  | 0  |
| Marília     | 0   | 3 | 0 | 0 | 3 | 4  | 7  | -3 |

| 5 de janeiro | Marília                          | 3 – 4     | Cruzeiro-DF                                                      | Estádio Bento de Abreu Sampaio Vidal, Marília |
| 14:00        | Val 5', 44' (pen) · Bruninho 10' | Relatório | Gilvan 3' · Peninha 29' (pen) · Daniel Guerreiro 46' · Vítor 49' | Árbitro: Alysson Fernandes Matias             |

| 5 de janeiro | Coritiba                      | 2 – 1     | Mirassol    | Estádio Bento de Abreu Sampaio Vidal, Marília |
| 16:00        | Paulo Victor 23' · Denner 47' | Relatório | Douglas 21' | Árbitro: Cássio Luiz Zancopé                  |

| 8 de janeiro | Marília | 1 – 2     | Mirassol                       | Estádio Bento de Abreu Sampaio Vidal, Marília |
| 18:00        | Val 54' | Relatório | Rodrigo Pato 23' · Japonês 80' | Árbitro: Wancley Lopes Silva                  |

| 8 de janeiro | Cruzeiro-DF | 1 – 2     | Coritiba                        | Estádio Bento de Abreu Sampaio Vidal, Marília |
| 20:00        | Gilvan 54'  | Relatório | Paulo Victor 33' · Leonardo 48' | Árbitro: Daniel Menezes Trombela              |

| 12 de janeiro | Mirassol         | 1 – 1     | Cruzeiro-DF | Estádio Bento de Abreu Sampaio Vidal, Marília |
| 09:00         | André 36' (g.c.) | Relatório | Jefinho 84' | Árbitro: Marcos Antonio da Silva              |

| 12 de janeiro | Marília | 0 – 1     | Coritiba         | Estádio Bento de Abreu Sampaio Vidal, Marília |
| 11:00         |         | Relatório | Denner 87' (pen) | Árbitro: Luciano Rodrigo Lealdini             |

### Grupo C (Novo Horizonte)
| Time                   | Pts | J | V | E | D | GP | GS | SG  |
| ---------------------- | --- | - | - | - | - | -- | -- | --- |
| Figueirense            | 9   | 3 | 3 | 0 | 0 | 10 | 2  | +8  |
| Ferroviária            | 6   | 3 | 2 | 0 | 1 | 11 | 5  | +6  |
| Novorizontino          | 3   | 3 | 1 | 0 | 2 | 6  | 7  | -1  |
| Desportiva Ferroviária | 0   | 3 | 0 | 0 | 3 | 1  | 14 | -13 |

| 6 de janeiro | Novorizontino                        | 3 – 1     | Desportiva Ferroviária | Estádio Dr. Jorge Ismael de Biase, Novo Horizonte |
| 14:00        | Batista 13' · Alan 39' · Alisson 44' | Relatório | Carlos Vitor 51' (pen) | Árbitro: Luiz Plinio Rezende Junior               |

| 6 de janeiro | Figueirense                                            | 3 – 1     | Ferroviária    | Estádio Dr. Jorge Ismael de Biase, Novo Horizonte |
| 16:00        | Clayton 31' · Léo Lisboa 90+1' · William Pottker 90+2' | Relatório | Edson Luiz 16' | Árbitro: Rafael Emilio Acerra                     |

| 9 de janeiro | Novorizontino      | 2 – 3     | Ferroviária                             | Estádio Dr. Jorge Ismael de Biase, Novo Horizonte |
| 14:00        | Batista 16', 90+2' | Relatório | Gustavo 45', 64' · Edson Luiz 70' (pen) | Árbitro: André Luis Batista de Oliveira           |

| 9 de janeiro | Desportiva Ferroviária | 0 – 4     | Figueirense                                   | Estádio Dr. Jorge Ismael de Biase, Novo Horizonte |
| 16:00        |                        | Relatório | Anderson 16', 86' · Jeferson 36' · Nonato 44' | Árbitro: Daniel Destro do Carmo                   |

| 12 de janeiro | Ferroviária                                                                           | 7 – 0     | Desportiva Ferroviária | Estádio Dr. Jorge Ismael de Biase, Novo Horizonte |
| 14:00         | Igor 20' · Yamada 30' 56' · Edson 39' · Gustavo 79' · Vinícius 88' (pen) · Alex 90+2' | Relatório |                        | Árbitro: Wagner Francisco Salviano da Silva       |

| 12 de janeiro | Novorizontino       | 1 – 3     | Figueirense                   | Estádio Dr. Jorge Ismael de Biase, Novo Horizonte |
| 16:00         | Alisson 56' (falta) | Relatório | Clayton 40' 43' · Willian 88' | Árbitro: Guilherme Lino Porfirio                  |

### Grupo D (Lins)
| Time             | Pts | J | V | E | D | GP | GS | SG |
| ---------------- | --- | - | - | - | - | -- | -- | -- |
| Atlético Mineiro | 7   | 3 | 2 | 1 | 0 | 7  | 3  | +4 |
| Linense          | 6   | 3 | 2 | 0 | 1 | 8  | 5  | +3 |
| Noroeste         | 4   | 3 | 1 | 1 | 1 | 5  | 4  | +1 |
| Rio Preto        | 0   | 3 | 0 | 0 | 3 | 3  | 11 | -8 |

| 6 de janeiro | Linense                                                | 5 – 1     | Rio Preto    | Estádio Gilbertão, Lins         |
| 17:00        | Léo Torres 16', 34' · Léo 26' · Ronconi 44' · Zí 90+1' | Relatório | Valtinho 12' | Árbitro: João Marcos Giovanelli |

| 6 de janeiro | Atlético Mineiro | 1 – 1     | Noroeste | Estádio Gilbertão, Lins            |
| 19:00        | Carlos 11'       | Relatório | Nilo 45' | Árbitro: Giuliano Dutra Pellegrini |

| 9 de janeiro | Linense                      | 2 – 1     | Noroeste     | Estádio Gilbertão, Lins        |
| 18:00        | Léo Torres 11' · Ronconi 42' | Relatório | Foguinho 71' | Árbitro: José Claudio Calógero |

| 9 de janeiro | Rio Preto  | 1 – 3     | Atlético Mineiro                  | Estádio Gilbertão, Lins         |
| 20:00        | Cabral 12' | Relatório | Carlos 15' · Élder 67' · Dodô 80' | Árbitro: Rogerio Gustavo Garcia |

| 13 de janeiro | Noroeste                       | 3 – 1     | Rio Preto   | Estádio Gilbertão, Lins       |
| 13:00         | Nilo 2' · Lúcio 54' · Dudu 69' | Relatório | Robinho 39' | Árbitro: Alex Junior de Jesus |

| 13 de janeiro | Linense     | 1 – 3     | Atlético Mineiro                         | Estádio Gilbertão, Lins            |
| 15:00         | Roncone 75' | Relatório | Dodô 7' · Élder 33' · Rafael 90+2' (pen) | Árbitro: Roberval José de Oliveira |

### Grupo E (São José do Rio Preto)
| Time         | Pts | J | V | E | D | GP | GS | SG  |
| ------------ | --- | - | - | - | - | -- | -- | --- |
| América-SP   | 7   | 3 | 2 | 1 | 0 | 9  | 2  | +7  |
| Flamengo     | 5   | 3 | 1 | 2 | 0 | 9  | 2  | +7  |
| Rondonópolis | 4   | 3 | 1 | 1 | 1 | 6  | 6  | 0   |
| Santos-AP    | 0   | 3 | 0 | 0 | 3 | 0  | 14 | -14 |

| 5 de janeiro | América-SP | 1 – 0     | Santos-AP | Estádio Teixeirão, São José do Rio Preto |
| 19:00        | Sebá 44'   | Relatório |           | Árbitro: Alex Junior de Jesus            |

| 5 de janeiro | Flamengo | 0 – 0     | Rondonópolis | Estádio Teixeirão, São José do Rio Preto |
| 21:00        |          | Relatório |              | Árbitro: Silvio Renato Silveira          |

| 8 de janeiro | América-SP                                               | 6 – 0     | Rondonópolis | Estádio Teixeirão, São José do Rio Preto |
| 17:00        | Luan 3', 33', 45+4', 82' · Guilherme Rato 68' · Sebá 84' | Relatório |              | Árbitro: Marcos Antonio Cordeiro         |

| 8 de janeiro | Santos-AP | 0 – 7     | Flamengo | Estádio Teixeirão, São José do Rio Preto |
| 19:00        |           | Relatório | Renan Panterinha 13' · Douglas Baggio 14', 55' · Digão 22' · Felipe Dias 27' · Rodolfo 31' · Vitor Hugo 62' | Árbitro: Leandro Bizzio Marinho          |

| 11 de janeiro | Rondonópolis                                                 | 6 – 0     | Santos-AP | Estádio Teixeirão, São José do Rio Preto |
| 19:00         | Luiz Felipe 6' · Luan 32' · Leonardo 34' 39' 50' · Lucas 84' | Relatório |           | Árbitro: Gustavo Turra                   |

| 11 de janeiro | América-SP           | 2 – 2     | Flamengo                | Estádio Teixeirão, São José do Rio Preto |
| 21:00         | Luan 7' · Kairon 39' | Relatório | Renan 34' · Romário 74' | Árbitro: Guilherme Ceretta de Lima       |

### Grupo F (Penápolis)
| Time        | Pts | J | V | E | D | GP | GS | SG |
| ----------- | --- | - | - | - | - | -- | -- | -- |
| Juventude   | 7   | 3 | 2 | 1 | 0 | 8  | 1  | +7 |
| Náutico     | 7   | 3 | 2 | 1 | 0 | 5  | 1  | +4 |
| Portuguesa  | 1   | 3 | 0 | 1 | 2 | 2  | 6  | -4 |
| Penapolense | 1   | 3 | 0 | 1 | 2 | 2  | 9  | -7 |

| 6 de janeiro | Penapolense | 0 – 3     | Náutico                       | Estádio Tenente Carriço, Penápolis     |
| 14:00        |             | Relatório | Renato 36', 51' · Liniker 80' | Árbitro: Rogério dos Santos Laranjeira |

| 6 de janeiro | Juventude                             | 3 – 0     | Portuguesa | Estádio Tenente Carriço, Penápolis |
| 16:00        | Brener 4' · Gustavo 16' · Juliano 61' | Relatório |            | Árbitro: Alceu Lopes Junior        |

| 9 de janeiro | Penapolense             | 2 – 2     | Portuguesa                 | Estádio Tenente Carriço, Penápolis |
| 18:00        | Maicon 29', 90+1' (pen) | Relatório | Diego 83' · Gean 87' (pen) | Árbitro: Marcio Henrique de Gois   |

| 9 de janeiro | Náutico    | 1 – 1     | Juventude  | Estádio Tenente Carriço, Penápolis |
| 20:00        | Liniker 9' | Relatório | Brener 12' | Árbitro: Cesar Luiz de Oliveira    |

| 12 de janeiro | Penapolense | 0 – 4     | Juventude                                | Estádio Tenente Carriço, Penápolis |
| 09:00         |             | Relatório | Zacarias 3' · Ernel 15' 78' · Rafael 64' | Árbitro: Edson Alves da Silva      |

| 12 de janeiro | Portuguesa | 0 – 1     | Náutico    | Estádio Tenente Carriço, Penápolis          |
| 11:00         |            | Relatório | Renato 66' | Árbitro: Rodrigo Guarizo Ferreira do Amaral |

### Grupo G (Araras)
| Time             | Pts | J | V | E | D | GP | GS | SG |
| ---------------- | --- | - | - | - | - | -- | -- | -- |
| Corinthians      | 7   | 3 | 2 | 1 | 0 | 9  | 4  | +5 |
| União São João   | 6   | 3 | 2 | 0 | 1 | 7  | 5  | +2 |
| XV de Piracicaba | 4   | 3 | 1 | 1 | 1 | 4  | 4  | 0  |
| Americano-MA     | 0   | 3 | 0 | 0 | 3 | 1  | 8  | -7 |

| 6 de janeiro | União São João                      | 3 – 1     | Americano-MA | Estádio Dr. Hermínio Ometto, Araras |
| 15:00        | Ian 17' · Radslei 44' · Luzimar 89' | Relatório | Rocha 50'    | Árbitro: Guilherme Lino Porfirio    |

| 6 de janeiro | Corinthians           | 2 – 2     | XV de Piracicaba         | Estádio Dr. Hermínio Ometto, Araras |
| 17:00        | Leandro 26' · Léo 55' | Relatório | Nikolas 3' · Gustavo 49' | Árbitro: Márcio Roberto Soares      |

| 9 de janeiro | União São João                      | 2 – 0     | XV de Piracicaba | Estádio Dr. Hermínio Ometto, Araras          |
| 19:00        | Victor Hugo 85' · Wigor 90' (falta) | Relatório |                  | Árbitro: Norberto Luciano Santos da Silveira |

| 9 de janeiro | Americano-MA | 0 – 3     | Corinthians                | Estádio Dr. Hermínio Ometto, Araras |
| 21:00        |              | Relatório | Léo 13' · Leandro 14', 42' | Árbitro: Marcos Antonio Gomes Filho |

| 12 de janeiro | XV de Piracicaba              | 2 – 0     | Americano-MA | Estádio Dr. Hermínio Ometto, Araras |
| 17:00         | Juliano 53' (pen) · Cunha 56' | Relatório |              | Árbitro: Alceu Lopes Junior         |

| 12 de janeiro | União São João                          | 2 – 4     | Corinthians                   | Estádio Dr. Hermínio Ometto, Araras       |
| 19:00         | Luís Ricardo 39' · Vítor Hugo 65' (pen) | Relatório | Leandro 20' 29' 58' · Léo 88' | Árbitro: Antonio Rogério Batista do Prado |

### Grupo H (Louveira)
| Time        | Pts | J | V | E | D | GP | GS | SG  |
| ----------- | --- | - | - | - | - | -- | -- | --- |
| Bahia       | 9   | 3 | 3 | 0 | 0 | 11 | 0  | +11 |
| Audax       | 6   | 3 | 2 | 0 | 1 | 9  | 3  | +6  |
| Criciúma    | 3   | 3 | 1 | 0 | 2 | 2  | 5  | -3  |
| Botafogo-PB | 0   | 3 | 0 | 0 | 3 | 2  | 16 | -14 |

| 5 de janeiro | Audax                                                                              | 7 – 1     | Botafogo-PB | Estádio José Silveira Nunes, Louveira |
| 09:00        | Caio Dantas 25', 58' (pen), 74' · Victor Hugo 70' · Nichollas 78' · Jorge 86', 89' | Relatório | Léo 23'     | Árbitro: Danilo da Silva              |

| 5 de janeiro | Bahia                  | 2 – 0     | Criciúma | Estádio José Silveira Nunes, Louveira        |
| 11:00        | Railan 64' · Ryder 90' | Relatório |          | Árbitro: Antonio Ferreira de Oliveira Junior |

| 9 de janeiro | Audax                                | 2 – 0     | Criciúma | Estádio José Silveira Nunes, Louveira |
| 14:00        | Caio Dantas 76' · Murilo Picollo 86' | Relatório |          | Árbitro: Thiago Luis Scarascati       |

| 9 de janeiro | Botafogo-PB | 0 – 7     | Bahia                                                                             | Estádio José Silveira Nunes, Louveira |
| 16:00        |             | Relatório | Ryder 4', 77', 90+10' · Caio César 50' · Zé Roberto 55' · Maracá 67' (falta), 87' | Árbitro: Dermival Benedito Gomes      |

| 12 de janeiro | Criciúma                   | 2 – 1     | Botafogo-PB  | Estádio José Silveira Nunes, Louveira |
| 14:00         | Juninho 33' · Baiano 90+2' | Relatório | Miltinho 63' | Árbitro: Max Venancio P. G. da Silva  |

| 12 de janeiro | Audax | 0 – 2     | Bahia            | Estádio José Silveira Nunes, Louveira |
| 16:00         |       | Relatório | Matheus 25', 75' | Árbitro: Carlos Roberto dos Santos Jr |

### Grupo I (Franca)
| Time                | Pts | J | V | E | D | GP | GS | SG |
| ------------------- | --- | - | - | - | - | -- | -- | -- |
| Atlético Paranaense | 9   | 3 | 3 | 0 | 0 | 9  | 2  | +7 |
| Francana            | 6   | 3 | 2 | 0 | 1 | 5  | 4  | +1 |
| ASA                 | 1   | 3 | 0 | 1 | 2 | 4  | 6  | -2 |
| Barras              | 1   | 3 | 0 | 1 | 2 | 2  | 8  | -6 |

| 6 de janeiro | Francana                         | 2 – 1     | ASA        | Estádio Dr. José Lancha Filho, Franca |
| 14:00        | Wellington 1' · Felipe André 71' | Relatório | Felipe 74' | Árbitro: Marcelo Fabiano Mingoranci   |

| 6 de janeiro | Atlético Paranaense                                            | 4 – 0     | Barras | Estádio Dr. José Lancha Filho, Franca |
| 16:00        | Otávio 16' (pen) · Guilherme 23' · Bruno Mota 53' · Nathan 71' | Relatório |        | Árbitro: Lucenilton Souza Ferreira    |

| 9 de janeiro | Francana                      | 2 – 0     | Barras | Estádio Dr. José Lancha Filho, Franca |
| 18:00        | Henrique 16' · Wellington 44' | Relatório |        | Árbitro: Roberval José de Oliveira    |

| 9 de janeiro | ASA      | 1 – 2     | Atlético Paranaense            | Estádio Dr. José Lancha Filho, Franca |
| 20:00        | Luan 17' | Relatório | Guilherme 4' · Léo Pereira 41' | Árbitro: Andre Luis Riquena           |

| 12 de janeiro | Barras                  | 2 – 2     | ASA                  | Estádio Dr. José Lancha Filho, Franca |
| 14:00         | Alisson 15' · Élvis 36' | Relatório | Felipe André 71' 89' | Árbitro: Ricardo Brigagão Silveira    |

| 12 de janeiro | Francana  | 1 – 3     | Atlético Paranaense            | Estádio Dr. José Lancha Filho, Franca |
| 16:00         | Diego 51' | Relatório | Nathan 1' 68' · Bruno Mota 54' | Árbitro: Cristiano De Lazzari         |

### Grupo J (Monte Azul Paulista)
| Time       | Pts | J | V | E | D | GP | GS | SG  |
| ---------- | --- | - | - | - | - | -- | -- | --- |
| Mogi Mirim | 7   | 3 | 2 | 1 | 0 | 15 | 3  | +12 |
| Monte Azul | 6   | 3 | 2 | 0 | 1 | 4  | 7  | -3  |
| Vitória    | 4   | 3 | 1 | 1 | 1 | 4  | 4  | 0   |
| ABC        | 0   | 3 | 0 | 0 | 3 | 2  | 11 | -9  |

| 6 de janeiro | Monte Azul                       | 2 – 1     | ABC          | Estádio Ninho do Azulão, Monte Azul Paulista |
| 14:00        | Paulo Henrique 33' · Jerry 45+3' | Relatório | Marcílio 10' | Árbitro: Paulo Sergio dos Santos             |

| 6 de janeiro | Vitória                       | 2 – 2     | Mogi Mirim                        | Estádio Ninho do Azulão, Monte Azul Paulista |
| 16:00        | Agdon 26' · Marconi 44' (pen) | Relatório | Diego Alves 6' · Vitor Xavier 61' | Árbitro: Eduardo Pereira de Araujo           |

| 9 de janeiro | ABC        | 1 – 2     | Vitória                   | Estádio Ninho do Azulão, Monte Azul Paulista |
| 14:00        | Rafinha 5' | Relatório | Mauri 21' · Guilherme 74' | Árbitro: Cleber Luis Paulino                 |

| 9 de janeiro | Monte Azul | 1 – 6     | Mogi Mirim                                                 | Estádio Ninho do Azulão, Monte Azul Paulista |
| 16:00        | Felipe 51' | Relatório | Macaé 31' (g.c.) · Ceará 34' 44' · Caramelo 43' · Eric 65' | Árbitro: Thiago Duarte Peixoto               |

| 12 de janeiro | Mogi Mirim                                       | 7 – 0     | ABC | Estádio Ninho do Azulão, Monte Azul Paulista  |
| 14:00         | Buba 12' 26' 86' (falta) · Ceará 36' 41' 64' 90' | Relatório |     | Árbitro: Amur Castanheira Gomes Davi Oliveira |

| 12 de janeiro | Monte Azul | 1 – 0     | Vitória | Estádio Ninho do Azulão, Monte Azul Paulista |
| 16:00         | Bruno 76'  | Relatório |         | Árbitro: Marcos Silva dos Santos Gonçalves   |

### Grupo K (Ribeirão Preto)
| Time          | Pts | J | V | E | D | GP | GS | SG |
| ------------- | --- | - | - | - | - | -- | -- | -- |
| Vasco da Gama | 7   | 3 | 2 | 1 | 0 | 4  | 2  | +2 |
| Comercial     | 4   | 3 | 1 | 1 | 1 | 4  | 3  | +1 |
| Botafogo-SP   | 4   | 3 | 1 | 1 | 1 | 4  | 4  | 0  |
| Paysandu      | 1   | 3 | 0 | 1 | 2 | 1  | 4  | -3 |

| 5 de janeiro | Comercial               | 2 – 0     | Paysandu | Estádio Dr. Francisco de Palma Travassos, Ribeirão Preto |
| 09:00        | Kaique 56' · Sidney 86' | Relatório |          | Árbitro: Julio Cesar Meirelles                           |

| 5 de janeiro | Vasco da Gama                         | 2 – 1     | Botafogo-SP | Estádio Dr. Francisco de Palma Travassos, Ribeirão Preto |
| 11:00        | Janclesio 36' (g.c.) · Marquinhos 88' | Relatório | Hugo 8'     | Árbitro: Jose Claudio Rocha Filho                        |

| 8 de janeiro | Comercial  | 1 – 2     | Botafogo-SP                       | Estádio Dr. Francisco de Palma Travassos, Ribeirão Preto |
| 19:00        | Sidney 18' | Relatório | Willian 29' · André Baratella 65' | Árbitro: Robério Pereira Pires                           |

| 8 de janeiro | Paysandu | 0 – 1     | Vasco da Gama | Estádio Dr. Francisco de Palma Travassos, Ribeirão Preto |
| 21:00        |          | Relatório | Malco 24'     | Árbitro: João Marcos Giovanelli                          |

| 11 de janeiro | Botafogo-SP | 1 – 1     | Paysandu   | Estádio Dr. Francisco de Palma Travassos, Ribeirão Preto |
| 19:00         | Hugo 82'    | Relatório | Adauto 90' | Árbitro: Paulo Alessandro Gonçalves Teodoro              |

| 11 de janeiro | Comercial         | 1 – 1     | Vasco da Gama      | Estádio Dr. Francisco de Palma Travassos, Ribeirão Preto |
| 21:00         | Gabriel 40' (pen) | Relatório | Thadeu Paraguai 2' | Árbitro: Flávio Rodrigues Guerra                         |

### Grupo L (Leme)
| Time       | Pts | J | V | E | D | GP | GS | SG |
| ---------- | --- | - | - | - | - | -- | -- | -- |
| Goiás      | 9   | 3 | 3 | 0 | 0 | 10 | 3  | +7 |
| Guarani    | 6   | 3 | 2 | 0 | 1 | 6  | 4  | +2 |
| EC Lemense | 3   | 3 | 1 | 0 | 2 | 2  | 5  | -3 |
| Guarany-SE | 0   | 3 | 0 | 0 | 3 | 2  | 8  | -6 |

| 6 de janeiro | EC Lemense | 1 – 0     | Guarany-SE | Estádio Bruno Lazzarini, Leme   |
| 14:00        | Artur 42'  | Relatório |            | Árbitro: Camilo Morais Zarpelão |

| 6 de janeiro | Goiás                                           | 4 – 0     | Guarani | Estádio Bruno Lazzarini, Leme          |
| 16:00        | Jarlan 21' · Eric 43' · Lineker 50' · Paulo 52' | Relatório |         | Árbitro: Fabio de Jesus Volpato Mendes |

| 9 de janeiro | EC Lemense | 0 – 2     | Guarani               | Estádio Bruno Lazzarini, Leme |
| 14:00        |            | Relatório | Éverton 47' · Ray 68' | Árbitro: Wander Escardine     |

| 9 de janeiro | Guarany-SE            | 2 – 3     | Goiás                             | Estádio Bruno Lazzarini, Leme     |
| 16:00        | Jajá 21' · Rodney 30' | Relatório | Eric 17' 48' · Clayton Salles 80' | Árbitro: Peterson Tiago Guilherme |

| 12 de janeiro | Guarani                                                 | 4 – 0     | Guarany-SE | Estádio Bruno Lazzarini, Leme    |
| 14:00         | Carlinhos 33' · Diego 45' · Anderson 61' · Weverton 64' | Relatório |            | Árbitro: Eduardo Cesar Maximiano |

| 12 de janeiro | EC Lemense | 1 – 3     | Goiás            | Estádio Bruno Lazzarini, Leme                |
| 16:00         | Léo 80'    | Relatório | Eric 51' 61' 67' | Árbitro: Antonio Ferreira de Oliveira Junior |

### Grupo M (São Carlos)
| Time               | Pts | J | V | E | D | GP | GS | SG  |
| ------------------ | --- | - | - | - | - | -- | -- | --- |
| São Paulo          | 9   | 3 | 3 | 0 | 0 | 12 | 2  | +10 |
| Guaicurus          | 3   | 3 | 1 | 0 | 2 | 7  | 7  | 0   |
| São Carlos         | 3   | 3 | 1 | 0 | 2 | 1  | 3  | -2  |
| União Rondonópolis | 3   | 3 | 1 | 0 | 2 | 3  | 11 | -8  |

| 4 de janeiro | São Carlos | 1 – 0     | Guaicurus | Estádio Luís Augusto de Oliveira, São Carlos |
| 19:00        | Maicon 51' | Relatório |           | Árbitro: Roberto Pinelli                     |

| 4 de janeiro | São Paulo                                                                            | 5 – 0     | União Rondonópolis | Estádio Luís Augusto de Oliveira, São Carlos |
| 21:00        | Rocha 23' (g.c.) · Tiago 30' · João Schmidt 36' (pen) · Adelino 40' · Fábio Lima 56' | Relatório |                    | Árbitro: Adriano de Assis Miranda            |

| 7 de janeiro | São Carlos | 0 – 1     | União Rondonópolis | Estádio Luís Augusto de Oliveira, São Carlos |
| 17:00        |            | Relatório | Brandão 18'        | Árbitro: Valter Luis dos Santos Correia      |

| 7 de janeiro | Guaicurus                                  | 2 – 5     | São Paulo                                                       | Estádio Luís Augusto de Oliveira, São Carlos |
| 19:00        | Guilherme 12' · Roberto Júnior 87' (falta) | Relatório | Diego 38' · Rodrigo Caio 44' · Tiago 45+1' · Fábio Lima 73' 90' | Árbitro: Sérgio da Rocha Gomes               |

| 10 de janeiro | União Rondonópolis | 1 – 5     | Guaicurus                                | Estádio Luís Augusto de Oliveira, São Carlos |
| 16:30         | Schmidt 8'         | Relatório | Valdecir 34' 36' 55' · Guilherme 60' 89' | Árbitro: Alex Lopes Loula                    |

| 10 de janeiro | São Carlos | 0 – 2     | São Paulo                         | Estádio Luís Augusto de Oliveira, São Carlos |
| 18:30         |            | Relatório | Diego 44' · Lucas Evangelista 70' | Árbitro: Vinicius Furlan                     |

### Grupo N (Sumaré)
| Time            | Pts | J | V | E | D | GP | GS | SG |
| --------------- | --- | - | - | - | - | -- | -- | -- |
| Santa Cruz      | 9   | 3 | 3 | 0 | 0 | 8  | 2  | +6 |
| Ceará           | 4   | 3 | 1 | 1 | 1 | 3  | 4  | -1 |
| Sumaré          | 3   | 3 | 1 | 0 | 2 | 2  | 4  | -2 |
| São Raimundo-RR | 1   | 3 | 0 | 1 | 2 | 2  | 5  | -3 |

| 6 de janeiro | Sumaré                      | 2 – 0     | São Raimundo-RR | Estádio Vereador José Pereira, Sumaré |
| 09:00        | Mateus 34' (pen) · Éder 69' | Relatório |                 | Árbitro: Luiz Vanderlei Martinucho    |

| 6 de janeiro | Ceará      | 1 – 3     | Santa Cruz                                  | Estádio Vereador José Pereira, Sumaré |
| 11:00        | Denner 68' | Relatório | Marinha 31' · Wagner 33' (pen) · Aldeni 56' | Árbitro: Luciano Alves de Lima        |

| 9 de janeiro | Sumaré | 0 – 3     | Santa Cruz                         | Estádio Vereador José Pereira, Sumaré |
| 14:00        |        | Relatório | Altemir 15' · Wágner 24' (pen) 86' | Árbitro: Hércules Ribeiro Paulino     |

| 9 de janeiro | São Raimundo-RR | 1 – 1     | Ceará       | Estádio Vereador José Pereira, Sumaré |
| 16:00        | Tales 77' (pen) | Relatório | Robinho 45' | Árbitro: Mauricio Antonio Fioretti    |

| 12 de janeiro | Santa Cruz           | 2 – 1     | São Raimundo-RR | Estádio Vereador José Pereira, Sumaré |
| 14:00         | Wagner 16' (pen) 48' | Relatório | Bentinho 64'    | Árbitro: Marcos de Oliveira Marcelo   |

| 12 de janeiro | Sumaré | 0 – 1     | Ceará        | Estádio Vereador José Pereira, Sumaré |
| 16:00         |        | Relatório | Epitácio 89' | Árbitro: Lucenilton Souza Ferreira    |

### Grupo O (Taubaté)
| Time        | Pts | J | V | E | D | GP | GS | SG |
| ----------- | --- | - | - | - | - | -- | -- | -- |
| Botafogo    | 7   | 3 | 2 | 1 | 0 | 4  | 2  | +2 |
| Taubaté     | 5   | 3 | 1 | 2 | 0 | 5  | 3  | +2 |
| Santo André | 3   | 3 | 1 | 0 | 2 | 2  | 4  | -2 |
| Gama        | 1   | 3 | 0 | 1 | 2 | 4  | 6  | -2 |

| 5 de janeiro | Taubaté        | 2 – 2     | Gama                      | Estádio Joaquim de Morais Filho, Taubaté |
| 14:00        | Renan 29', 54' | Relatório | Leonardo 53' · Marlon 71' | Árbitro: Alexandre Bigai Miranda         |

| 5 de janeiro | Botafogo      | 1 – 0     | Santo André | Estádio Joaquim de Morais Filho, Taubaté |
| 16:00        | Fernandez 88' | Relatório |             | Árbitro: Aurélio Santanna Martins        |

| 8 de janeiro | Taubaté       | 2 – 0     | Santo André | Estádio Joaquim de Morais Filho, Taubaté |
| 14:00        | Renan 41' 86' | Relatório |             | Árbitro: Vinicius Gonçalves Dias Araujo  |

| 8 de janeiro | Gama     | 1 – 2     | Botafogo                           | Estádio Joaquim de Morais Filho, Taubaté |
| 16:00        | Guga 19' | Relatório | Fernandez 64' · Vinícius 80' (pen) | Árbitro: Regildenia de Holanda Moura     |

| 11 de janeiro | Santo André                     | 2 – 1     | Gama      | Estádio Joaquim de Morais Filho, Taubaté |
| 14:00         | Guedes 55' · João Guilherme 71' | Relatório | Michel 9' | Árbitro: Marcio André Moreira            |

| 11 de janeiro | Taubaté         | 1 – 1     | Botafogo     | Estádio Joaquim de Morais Filho, Taubaté |
| 16:00         | Raí 25' (falta) | Relatório | Vinícius 47' | Árbitro: Leandro Carvalho da Silva       |

### Grupo P (São Bernardo do Campo)
| Time         | Pts | J | V | E | D | GP | GS | SG |
| ------------ | --- | - | - | - | - | -- | -- | -- |
| Fortaleza    | 5   | 3 | 1 | 2 | 0 | 4  | 3  | +1 |
| São Bernardo | 5   | 3 | 1 | 2 | 0 | 3  | 2  | +1 |
| JV Lideral   | 4   | 3 | 1 | 1 | 1 | 3  | 3  | 0  |
| Caxias       | 1   | 3 | 0 | 1 | 2 | 3  | 5  | -2 |

| 6 de janeiro | São Bernardo | 0 – 0     | JV Lideral | Estádio Baetão, São Bernardo do Campo |
| 14:00        |              | Relatório |            | Árbitro: Thiago Lourenço de Mattos    |

| 6 de janeiro | Fortaleza         | 1 – 1     | Caxias        | Estádio Baetão, São Bernardo do Campo |
| 16:00        | Romário 76' (pen) | Relatório | Léo 64' (pen) | Árbitro: Thiago de Oliveira Rosa      |

| 9 de janeiro | São Bernardo                      | 2 – 1     | Caxias                 | Estádio Baetão, São Bernardo do Campo |
| 14:00        | Romário 5' (falta) · Hércules 32' | Relatório | Ramon Reis 42' (falta) | Árbitro: Eleandro Pedro da Silva      |

| 9 de janeiro | JV Lideral         | 1 – 2     | Fortaleza              | Estádio Baetão, São Bernardo do Campo |
| 16:00        | Júnior Bom Bom 29' | Relatório | Jean 21' · Romário 71' | Árbitro: Anderson Faustino Cordeiro   |

| 13 de janeiro | Caxias        | 1 – 2     | JV Lideral           | Estádio Baetão, São Bernardo do Campo |
| 09:00         | Sanderson 49' | Relatório | Pablo Santos 30' 57' | Árbitro: Givaldo Alves dos Santos     |

| 13 de janeiro | São Bernardo      | 1 – 1     | Fortaleza        | Estádio Baetão, São Bernardo do Campo |
| 11:00         | Gabriel 49' (pen) | Relatório | Edinho 85' (pen) | Árbitro: Camilo Morais Zarpelão       |

### Grupo Q (Barueri)
| Time           | Pts | J | V | E | D | GP | GS | SG |
| -------------- | --- | - | - | - | - | -- | -- | -- |
| Palmeiras      | 7   | 3 | 2 | 1 | 0 | 9  | 1  | +8 |
| Sertãozinho    | 7   | 3 | 2 | 1 | 0 | 6  | 2  | +4 |
| Confiança      | 3   | 3 | 1 | 0 | 2 | 2  | 8  | -6 |
| Grêmio Barueri | 0   | 3 | 0 | 0 | 3 | 2  | 8  | -6 |

| 5 de janeiro | Grêmio Barueri       | 1 – 4     | Sertãozinho                                      | Arena Barueri, Barueri           |
| 17:00        | Fernando Henrique 9' | Relatório | Bruno 26' · Charles Muller 41' · Jardel 51', 57' | Árbitro: Kleber Canto dos Santos |

| 5 de janeiro | Palmeiras                                                              | 6 – 0     | Confiança | Arena Barueri, Barueri            |
| 19:00        | Vinícius 9', 22' · Bruno Dybal 51' · Edilson 59' · João Pedro 81', 84' | Relatório |           | Árbitro: Edson Reis Pavani Junior |

| 8 de janeiro | Grêmio Barueri | 0 – 1     | Confiança | Arena Barueri, Barueri         |
| 19:00        |                | Relatório | Artur 27' | Árbitro: Jander André Bandeira |

| 8 de janeiro | Sertãozinho | 0 – 0     | Palmeiras | Arena Barueri, Barueri               |
| 21:00        |             | Relatório |           | Árbitro: Luciano Monteiro dos Santos |

| 11 de janeiro | Confiança    | 1 – 2     | Sertãozinho                  | Arena Barueri, Barueri           |
| 13:30         | Denisson 88' | Relatório | Jardel 52' · Bruno 55' (pen) | Árbitro: Ilbert Estevam da Silva |

| 11 de janeiro | Grêmio Barueri   | 1 – 3     | Palmeiras                                                | Arena Barueri, Barueri                      |
| 15:30         | Matheus Lima 84' | Relatório | Luiz Gustavo 48' · Bruno Dybal 62' (falta) · Juninho 87' | Árbitro: Marcelo Aparecido Ribeiro de Souza |

### Grupo R (Porto Feliz)
| Time                | Pts | J | V | E | D | GP | GS | SG |
| ------------------- | --- | - | - | - | - | -- | -- | -- |
| Desportivo Brasil   | 6   | 3 | 2 | 0 | 1 | 6  | 3  | +3 |
| América de Natal    | 6   | 3 | 2 | 0 | 1 | 5  | 5  | 0  |
| Avaí                | 3   | 3 | 1 | 0 | 2 | 2  | 3  | -1 |
| Atlético Goianiense | 3   | 3 | 1 | 0 | 2 | 4  | 6  | -2 |

| 6 de janeiro | Desportivo Brasil                                        | 4 – 1     | América de Natal | Estádio Ernesto Rocco, Porto Feliz |
| 14:00        | Bruno 34' · Emerson 38' (falta) · Caio 48' · Douglas 60' | Relatório | Judson 6'        | Árbitro: Alexandre Luis Gonçalves  |

| 6 de janeiro | Avaí                                | 2 – 1     | Atlético Goianiense | Estádio Ernesto Rocco, Porto Feliz   |
| 16:00        | Favarim 45+4' (falta) · Braga 90+1' | Relatório | Felipe Mesquita 1'  | Árbitro: Paulo Roberto Maffei Amorim |

| 9 de janeiro | Desportivo Brasil | 1 – 2     | Atlético Goianiense          | Estádio Ernesto Rocco, Porto Feliz   |
| 14:00        | Bruno 16'         | Relatório | Yan 52' (g.c.) · Everton 86' | Árbitro: Rafael Gomes Felix da Silva |

| 9 de janeiro | América de Natal | 1 – 0     | Avaí | Estádio Ernesto Rocco, Porto Feliz |
| 16:00        | Rivaldo 36'      | Relatório |      | Árbitro: Caio Cesar da Costa Mello |

| 12 de janeiro | Atlético Goianiense | 1 – 3     | América de Natal            | Estádio Ernesto Rocco, Porto Feliz |
| 14:00         | Irlan 7' (falta)    | Relatório | Gláucio 29' 58' · Índio 60' | Árbitro: Filipe Buglia Cordeiro    |

| 12 de janeiro | Desportivo Brasil | 1 – 0     | Avaí | Estádio Ernesto Rocco, Porto Feliz |
| 16:00         | Cris 87'          | Relatório |      | Árbitro: Eduardo Pereira de Araujo |

### Grupo S (Rio Claro)
| Time             | Pts | J | V | E | D | GP | GS | SG |
| ---------------- | --- | - | - | - | - | -- | -- | -- |
| Velo Clube       | 7   | 3 | 2 | 1 | 0 | 9  | 2  | +7 |
| Fluminense       | 7   | 3 | 2 | 1 | 0 | 6  | 2  | +4 |
| Atlético Acreano | 1   | 3 | 0 | 1 | 2 | 0  | 4  | -4 |
| Itaúna           | 1   | 3 | 0 | 1 | 2 | 0  | 7  | -7 |

| 6 de janeiro | Velo Clube                                            | 5 – 0     | Itaúna | Estádio Benito Agnelo Castellano, Rio Claro |
| 14:00        | Luan 12' · Moacir 17', 88' · Caio 31' · João Luis 84' | Relatório |        | Árbitro: Roney Prado Bustamante             |

| 6 de janeiro | Fluminense                               | 2 – 0     | Atlético Acreano | Estádio Benito Agnelo Castellano, Rio Claro |
| 16:00        | Biro Biro 11' (pen) · Gustavo Scarpa 86' | Relatório |                  | Árbitro: Valdir Aparecido Montrazio         |

| 9 de janeiro | Velo Clube           | 2 – 0     | Atlético Acreano | Estádio Benito Agnelo Castellano, Rio Claro |
| 17:00        | Diego 36' · Caio 88' | Relatório |                  | Árbitro: Rodrigo Santos                     |

| 9 de janeiro | Itaúna | 0 – 2     | Fluminense        | Estádio Benito Agnelo Castellano, Rio Claro |
| 19:00        |        | Relatório | Biro Biro 51' 79' | Árbitro: Alessandro Darcie                  |

| 13 de janeiro | Atlético Acreano | 0 – 0     | Itaúna | Estádio Benito Agnelo Castellano, Rio Claro |
| 09:00         |                  | Relatório |        | Árbitro: Daniel Carfora Sottile             |

| 13 de janeiro | Velo Clube               | 2 – 2     | Fluminense                  | Estádio Benito Agnelo Castellano, Rio Claro |
| 11:00         | Caio 3' (pen) · Raul 52' | Relatório | Fernando 16' · Zé Lucas 33' | Árbitro: Danilo da Silva                    |

### Grupo T (Atibaia)
| Time            | Pts | J | V | E | D | GP | GS | SG |
| --------------- | --- | - | - | - | - | -- | -- | -- |
| Atibaia         | 5   | 3 | 1 | 2 | 0 | 5  | 4  | +1 |
| Red Bull Brasil | 5   | 3 | 1 | 2 | 0 | 3  | 2  | +1 |
| Sport           | 4   | 3 | 1 | 1 | 1 | 7  | 6  | +1 |
| Guaratinguetá   | 1   | 3 | 0 | 1 | 2 | 3  | 6  | -3 |

| 6 de janeiro | Atibaia | 0 – 0     | Red Bull Brasil | Estádio Salvador Russani, Atibaia |
| 14:00        |         | Relatório |                 | Árbitro: Luiz Carlos Ramos Júnior |

| 6 de janeiro | Sport              | 3 – 1     | Guaratinguetá | Estádio Salvador Russani, Atibaia |
| 16:00        | Ruan 36', 61', 77' | Relatório | Ronaldo 7'    | Árbitro: Marcelo Ferreira Vicente |

| 9 de janeiro | Atibaia         | 2 – 1     | Guaratinguetá        | Estádio Salvador Russani, Atibaia |
| 14:00        | Romário 39' 82' | Relatório | Edmílson 90+4' (pen) | Árbitro: Allan da Silva Bonardi   |

| 9 de janeiro | Red Bull Brasil | 2 – 1     | Sport    | Estádio Salvador Russani, Atibaia |
| 16:00        | Johny 58' 90+1' | Relatório | Ruan 59' | Árbitro: Mateus Pulini            |

| 12 de janeiro | Guaratinguetá | 1 – 1     | Red Bull Brasil      | E Estádio Salvador Russani, Atibaia    |
| 14:00         | Renan 85'     | Relatório | Felipe Rodrigues 41' | Árbitro: José Claudio Ribeiro da Silva |

| 12 de janeiro | Atibaia                      | 3 – 3     | Sport                           | Estádio Salvador Russani, Atibaia |
| 16:00         | Robinho 19' · Iago 56' 90+3' | Relatório | Alemão 27' 70' · Ruan 50' (pen) | Árbitro: Emiliano Alves Costa     |

### Grupo U (São José dos Campos)
| Time          | Pts | J | V | E | D | GP | GS | SG |
| ------------- | --- | - | - | - | - | -- | -- | -- |
| Cruzeiro      | 7   | 3 | 2 | 1 | 0 | 6  | 1  | +5 |
| São Caetano   | 7   | 3 | 2 | 1 | 0 | 4  | 0  | +4 |
| São Francisco | 3   | 3 | 1 | 0 | 2 | 3  | 5  | -2 |
| São José-SP   | 0   | 3 | 0 | 0 | 3 | 2  | 9  | -7 |

| 4 de janeiro | São José-SP        | 1 – 3     | São Francisco                              | Estádio Martins Pereira, São José dos Campos |
| 17:00        | Felipe 76' (falta) | Relatório | Yago Soares 5' (pen), 71' (pen) · Cayo 36' | Árbitro: Emiliano Alves Costa                |

| 4 de janeiro | Cruzeiro | 0 – 0     | São Caetano | Estádio Martins Pereira, São José dos Campos |
| 19:00        |          | Relatório |             | Árbitro: Ilbert Estevam da Silva             |

| 7 de janeiro | São José-SP | 0 – 2     | São Caetano                         | Estádio Martins Pereira, São José dos Campos |
| 19:00        |             | Relatório | José Michael 80' · Alan Brandão 83' | Árbitro: Daniel Carlos Luciano Fernandes     |

| 7 de janeiro | São Francisco | 0 – 2     | Cruzeiro                     | Estádio Martins Pereira, São José dos Campos |
| 21:00        |               | Relatório | Murilo 7' · Rodrigo Dias 28' | Árbitro: Rodrigo Gomes Paes Domingues        |

| 10 de janeiro | São Caetano            | 2 – 0     | São Francisco | Estádio Martins Pereira, São José dos Campos |
| 17:00         | Romário 20' · Alan 32' | Relatório |               | Árbitro: Roberto Pinelli                     |

| 10 de janeiro | São José-SP | 1 – 4     | Cruzeiro                                       | Estádio Martins Pereira, São José dos Campos |
| 19:00         | Gustavo 50' | Relatório | Lynneeker 16' (pen) · Rodrigo Dias 40' 71' 76' | Árbitro: Raphael Claus                       |

### Grupo V (Jaguariúna)
| Time           | Pts | J | V | E | D | GP | GS | SG |
| -------------- | --- | - | - | - | - | -- | -- | -- |
| Santos         | 7   | 3 | 2 | 1 | 0 | 4  | 0  | +4 |
| São Mateus     | 6   | 3 | 2 | 0 | 1 | 4  | 3  | +1 |
| Remo           | 3   | 3 | 1 | 0 | 2 | 5  | 6  | -1 |
| Corinthians-AL | 1   | 3 | 0 | 1 | 2 | 0  | 4  | -4 |

| 4 de janeiro | São Mateus      | 1 – 0     | Corinthians-AL | Estádio Alfredo Chiavegato, Jaguariúna |
| 14:00        | Tácio Ítalo 47' | Relatório |                | Árbitro: Filipe Buglia Cordeiro        |

| 4 de janeiro | Santos                                            | 3 – 0     | Remo | Estádio Alfredo Chiavegato, Jaguariúna |
| 16:00        | Jubal 6' · Léo Cittadini 78' · Stéfano Yuri 90+1' | Relatório |      | Árbitro: Jorge Torres                  |

| 7 de janeiro | Corinthians-AL | 0 – 3     | Remo                                       | Estádio Alfredo Chiavegato, Jaguariúna |
| 14:00        |                | Relatório | Yago 28' (g.c.) · Rodrigo 45' · Biro 90+3' | Árbitro: Luis Fernando de Oliveira     |

| 7 de janeiro | Santos           | 1 – 0     | São Mateus | Estádio Alfredo Chiavegato, Jaguariúna |
| 16:00        | Stéfano Yuri 29' | Relatório |            | Árbitro: Marcelo Prieto Alfieri        |

| 10 de janeiro | Remo                    | 2 – 3     | São Mateus                                  | Estádio Alfredo Chiavegato, Jaguariúna |
| 14:00         | Jayme 28' · Rodrigo 34' | Relatório | Pereira 54' · Tácio Ítalo 57' · Cardoso 59' | Árbitro: Lucas Martins Mola E Dias     |

| 10 de janeiro | Santos | 0 – 0     | Corinthians-AL | Estádio Alfredo Chiavegato, Jaguariúna |
| 16:00         |        | Relatório |                | Árbitro: Marcelo Rogério               |

### Grupo W (Osasco)
| Time          | Pts | J | V | E | D | GP | GS | SG |
| ------------- | --- | - | - | - | - | -- | -- | -- |
| Grêmio Osasco | 7   | 3 | 2 | 1 | 0 | 8  | 3  | +5 |
| Internacional | 7   | 3 | 2 | 1 | 0 | 7  | 3  | +4 |
| Nacional-AM   | 3   | 3 | 1 | 0 | 2 | 5  | 7  | -2 |
| Paulista      | 0   | 3 | 0 | 0 | 3 | 3  | 10 | -7 |

| 6 de janeiro | Grêmio Osasco                                      | 4 – 1     | Nacional-AM  | Estádio José Liberatti, Osasco |
| 09:00        | Lucas 3', 68' · Jefferson Gaúcho 14' · Glauber 48' | Relatório | Weverton 71' | Árbitro: Gilmar Pedroso Rocha  |

| 6 de janeiro | Internacional                               | 4 – 1     | Paulista           | Estádio José Liberatti, Osasco     |
| 11:00        | Thiago 10' · Valdivia 15', 67' · Murilo 87' | Relatório | Jonathan 56' (pen) | Árbitro: Leandro Carvalho da Silva |

| 9 de janeiro | Grêmio Osasco                            | 3 – 1     | Paulista       | Estádio José Liberatti, Osasco |
| 14:00        | Klauber 18' · Jefferson 46' · Caíque 88' | Relatório | Vinícius 90+1' | Árbitro: Leomar Oliveira Neves |

| 9 de janeiro | Nacional-AM | 1 – 2     | Internacional                | Estádio José Liberatti, Osasco        |
| 16:00        | Douglas 78' | Relatório | Marlon 6' · Rafael 19' (pen) | Árbitro: Marco Antonio de Oliveira Sá |

| 12 de janeiro | Paulista     | 1 – 3     | Nacional-AM                              | Estádio José Liberatti, Osasco |
| 14:00         | Jonathan 43' | Relatório | Weverton 69' (falta) 90' (pen) · Yan 82' | Árbitro: Alex Leite Palmira    |

| 12 de janeiro | Grêmio Osasco         | 1 – 1     | Internacional       | Estádio José Liberatti, Osasco |
| 16:00         | Jefferson 45+1' (pen) | Relatório | Valdívia 9' (falta) | Árbitro: Rodrigo Braghetto     |

### Grupo X (Guarulhos)
| Time            | Pts | J | V | E | D | GP | GS | SG |
| --------------- | --- | - | - | - | - | -- | -- | -- |
| América Mineiro | 7   | 3 | 2 | 1 | 0 | 5  | 1  | +4 |
| Juventus-SP     | 6   | 3 | 2 | 0 | 1 | 7  | 5  | +2 |
| Flamengo-SP     | 3   | 3 | 1 | 0 | 2 | 5  | 6  | -1 |
| Vila Nova       | 1   | 3 | 0 | 1 | 2 | 2  | 7  | -5 |

| 6 de janeiro | Flamengo-SP        | 1 – 3     | Juventus-SP                        | Estádio Ninho do Corvo, Guarulhos  |
| 14:00        | Athaide 73' (g.c.) | Relatório | Pedro 8' · Raikard 15' · Allan 21' | Árbitro: Roberto Carlos de Andrade |

| 6 de janeiro | América Mineiro | 0 – 0     | Vila Nova | Estádio Ninho do Corvo, Guarulhos |
| 16:00        |                 | Relatório |           | Árbitro: Roderson Salvador        |

| 9 de janeiro | Flamengo-SP                                       | 4 – 1     | Vila Nova          | Estádio Ninho do Corvo, Guarulhos |
| 14:00        | Arlindo 9' 59' · Kallyl 29' (pen) · Guilherme 73' | Relatório | Jeferson 56' (pen) | Árbitro: Edirlei dos Santos       |

| 9 de janeiro | Juventus-SP | 1 – 3     | América Mineiro                       | Estádio Ninho do Corvo, Guarulhos   |
| 16:00        | Jean 60'    | Relatório | Vitinho 47' · Soares 73' · Felipe 85' | Árbitro: Luiz Renato Cafundó Soares |

| 12 de janeiro | Vila Nova | 1 – 3     | Juventus-SP                      | Estádio Ninho do Corvo, Guarulhos |
| 14:00         | Vítor 26' | Relatório | Pedro 4' 43' (pen) · Douglas 38' | Árbitro: Marcelo Ferreira Vicente |

| 12 de janeiro | Flamengo-SP | 0 – 2     | América Mineiro         | Estádio Ninho do Corvo, Guarulhos          |
| 16:00         |             | Relatório | Renato 25' · Soares 61' | Árbitro: Salvio Lemos de Vasconcelos Filho |

### Grupo Z (São Paulo)
| Time           | Pts | J | V | E | D | GP | GS | SG |
| -------------- | --- | - | - | - | - | -- | -- | -- |
| Paraná         | 9   | 3 | 3 | 0 | 0 | 5  | 0  | +5 |
| Ponte Preta    | 6   | 3 | 2 | 0 | 1 | 7  | 2  | +5 |
| Nacional-SP    | 1   | 3 | 0 | 1 | 2 | 2  | 5  | -3 |
| Tocantinópolis | 1   | 3 | 0 | 1 | 2 | 1  | 8  | -7 |

| 6 de janeiro | Nacional-SP | 1 – 1     | Tocantinópolis | Estádio Nicolau Alayon, São Paulo    |
| 14:00        | Cauê 19'    | Relatório | Charles 70'    | Árbitro: Paulo Nogueira Pinho Junior |

| 6 de janeiro | Paraná          | 1 – 0     | Ponte Preta | Estádio Nicolau Alayon, São Paulo |
| 16:00        | Júlio César 76' | Relatório |             | Árbitro: Douglas Perrone Katayama |

| 9 de janeiro | Nacional-SP | 1 – 3     | Ponte Preta                                                  | Estádio Nicolau Alayon, São Paulo |
| 14:00        | Romário 32' | Relatório | Jeferson Santos 37' · Mateus Olavo 84' (falta) · Royce 90+1' | Árbitro: Uelington Rosa Pereira   |

| 9 de janeiro | Tocantinópolis | 0 – 3     | Paraná                                          | Estádio Nicolau Alayon, São Paulo  |
| 16:00        |                | Relatório | Valson 36' · Murilo 61' · Júlio César 74' (pen) | Árbitro: Flavio Rodrigues de Souza |

| 12 de janeiro | Ponte Preta                                               | 4 – 0     | Tocantinópolis | Estádio Nicolau Alayon, São Paulo   |
| 14:00         | Jeferson 23' · Douglas 39' · Royce 45' · João de Deus 66' | Relatório |                | Árbitro: Luis Fabio Abel de Almeida |

| 12 de janeiro | Nacional-SP | 0 – 1     | Paraná       | Estádio Nicolau Alayon, São Paulo   |
| 16:00         |             | Relatório | Fransuar 68' | Árbitro: Marcelo Fabiano Mingoranci |

### Índice técnico
| Pos. | Time             | Gr. | Pts | J | V | E | D | GP | GS | SG | Expulso | Penalizado com cartão amarelo |
| ---- | ---------------- | --- | --- | - | - | - | - | -- | -- | -- | ------- | ----------------------------- |
| 1    | Internacional    | W   | 7   | 3 | 2 | 1 | 0 | 7  | 3  | +4 |         |                               |
| 2    | Sertãozinho      | Q   | 7   | 3 | 2 | 1 | 0 | 6  | 2  | +4 | 0       |                               |
| 3    | Fluminense       | S   | 7   | 3 | 2 | 1 | 0 | 6  | 2  | +4 | 1       |                               |
| 4    | Náutico          | F   | 7   | 3 | 2 | 1 | 0 | 5  | 1  | +4 |         |                               |
| 5    | São Caetano      | U   | 7   | 3 | 2 | 1 | 0 | 4  | 0  | +4 |         |                               |
| 6    | Ferroviária      | C   | 6   | 3 | 2 | 0 | 1 | 11 | 5  | +6 |         |                               |
| 7    | Audax            | H   | 6   | 3 | 2 | 0 | 1 | 9  | 3  | +6 |         |                               |
| 8    | Ponte Preta      | Z   | 6   | 3 | 2 | 0 | 1 | 7  | 2  | +5 |         |                               |
| 9    | Linense          | D   | 6   | 3 | 2 | 0 | 1 | 8  | 5  | +3 |         |                               |
| 10   | Juventus-SP      | X   | 6   | 3 | 2 | 0 | 1 | 7  | 5  | +2 | 0       |                               |
| 11   | União São João   | G   | 6   | 3 | 2 | 0 | 1 | 7  | 5  | +2 | 3       |                               |
| 12   | Guarani          | L   | 6   | 3 | 2 | 0 | 1 | 6  | 4  | +2 |         |                               |
| 13   | Francana         | I   | 6   | 3 | 2 | 0 | 1 | 5  | 4  | +1 |         |                               |
| 14   | São Mateus       | V   | 6   | 3 | 2 | 0 | 1 | 4  | 3  | +1 |         |                               |
| 15   | América de Natal | R   | 6   | 3 | 2 | 0 | 1 | 5  | 5  | 0  |         |                               |
| 16   | Monte Azul       | J   | 6   | 3 | 2 | 0 | 1 | 4  | 7  | -3 |         |                               |
| 17   | Flamengo         | E   | 5   | 3 | 1 | 2 | 0 | 9  | 2  | +7 |         |                               |
| 18   | Taubaté          | O   | 5   | 3 | 1 | 2 | 0 | 5  | 3  | +2 |         |                               |
| 19   | Espigão          | A   | 5   | 3 | 1 | 2 | 0 | 3  | 1  | +2 |         |                               |
| 20   | Red Bull Brasil  | T   | 5   | 3 | 1 | 2 | 0 | 3  | 2  | +1 | 0       | 4                             |
| 21   | São Bernardo     | P   | 5   | 3 | 1 | 2 | 0 | 3  | 2  | +1 | 0       | 6                             |
| 22   | Comercial        | K   | 4   | 3 | 1 | 1 | 1 | 4  | 3  | +1 |         |                               |
| 23   | Cruzeiro-DF      | B   | 4   | 3 | 1 | 1 | 1 | 6  | 6  | 0  |         |                               |
| 24   | Ceará            | N   | 4   | 3 | 1 | 1 | 1 | 3  | 4  | -1 |         |                               |
| 25   | Guaicurus        | M   | 3   | 3 | 1 | 0 | 2 | 7  | 7  | 0  |         |                               |

## Fase final

### Tabela
As letras indicam os primeiros colocados dos grupos e os números indicam os classificados pelo índice técnico.
|  | Segunda fase | Segunda fase      | Segunda fase     |       |                     | Oitavas de final | Oitavas de final | Oitavas de final |  |   | Quartas de final | Quartas de final | Quartas de final |  |   | Semifinal | Semifinal | Semifinal |  |   | Final | Final  | Final |
|  |              |                   |                  |       |                     |                  |                  |                  |  |   |                  |                  |                  |  |   |           |           |           |  |   |       |        |       |
|  | A            | Grêmio (pen)      | 1 (4)            |       |                     |                  |                  |                  |  |   |                  |                  |                  |  |   |           |           |           |  |   |       |        |       |
|  | B            | Coritiba          | 1 (1)            |       |                     |                  |                  |                  |  |   |                  |                  |                  |  |   |           |           |           |  |   |       |        |       |
|  | B            | Coritiba          | 1 (1)            |       | A                   | Grêmio (pen)     | 2 (4)            |                  |  |   |                  |                  |                  |  |   |           |           |           |  |   |       |        |       |
|  |              |                   |                  |       | A                   | Grêmio (pen)     | 2 (4)            |                  |  |   |                  |                  |                  |  |   |           |           |           |  |   |       |        |       |
|  |              | D                 | Atlético Mineiro | 2 (2) |                     |                  |                  |                  |  |   |                  |                  |                  |  |   |           |           |           |  |   |       |        |       |
|  | C            | D                 | Atlético Mineiro | 2 (2) | Figueirense         | 2                |                  |                  |  |   |                  |                  |                  |  |   |           |           |           |  |   |       |        |       |
|  | C            |                   |                  |       | Figueirense         | 2                |                  |                  |  |   |                  |                  |                  |  |   |           |           |           |  |   |       |        |       |
|  | D            | Atlético Mineiro  | 3                |       |                     |                  |                  |                  |  |   |                  |                  |                  |  |   |           |           |           |  |   |       |        |       |
|  | D            | Atlético Mineiro  | 3                |       |                     |                  |                  |                  |  | A | Grêmio           | 1                |                  |  |   |           |           |           |  |   |       |        |       |
|  |              |                   |                  |       |                     |                  |                  |                  |  | A | Grêmio           | 1                |                  |  |   |           |           |           |  |   |       |        |       |
|  |              | H                 | Bahia            | 4     |                     |                  |                  |                  |  |   |                  |                  |                  |  |   |           |           |           |  |   |       |        |       |
|  | E            | H                 | Bahia            | 4     | América-SP          | 1                |                  |                  |  |   |                  |                  |                  |  |   |           |           |           |  |   |       |        |       |
|  | E            |                   |                  |       | América-SP          | 1                |                  |                  |  |   |                  |                  |                  |  |   |           |           |           |  |   |       |        |       |
|  | F            | Juventude         | 2                |       |                     |                  |                  |                  |  |   |                  |                  |                  |  |   |           |           |           |  |   |       |        |       |
|  | F            | Juventude         | 2                |       | F                   | Juventude        | 0 (8)            |                  |  |   |                  |                  |                  |  |   |           |           |           |  |   |       |        |       |
|  |              |                   |                  |       | F                   | Juventude        | 0 (8)            |                  |  |   |                  |                  |                  |  |   |           |           |           |  |   |       |        |       |
|  |              | H                 | Bahia (pen)      | 0 (9) |                     |                  |                  |                  |  |   |                  |                  |                  |  |   |           |           |           |  |   |       |        |       |
|  | G            | H                 | Bahia (pen)      | 0 (9) | Corinthians         | 0                |                  |                  |  |   |                  |                  |                  |  |   |           |           |           |  |   |       |        |       |
|  | G            |                   |                  |       | Corinthians         | 0                |                  |                  |  |   |                  |                  |                  |  |   |           |           |           |  |   |       |        |       |
|  | H            | Bahia             | 1                |       |                     |                  |                  |                  |  |   |                  |                  |                  |  |   |           |           |           |  |   |       |        |       |
|  | H            | Bahia             | 1                |       |                     |                  |                  |                  |  |   |                  |                  |                  |  | H | Bahia     | 1 (0)     |           |  |   |       |        |       |
|  |              |                   |                  |       |                     |                  |                  |                  |  |   |                  |                  |                  |  | H | Bahia     | 1 (0)     |           |  |   |       |        |       |
|  |              | L                 | Goiás (pen)      | 1 (3) |                     |                  |                  |                  |  |   |                  |                  |                  |  |   |           |           |           |  |   |       |        |       |
|  | I            | L                 | Goiás (pen)      | 1 (3) | Atlético Paranaense | 1                |                  |                  |  |   |                  |                  |                  |  |   |           |           |           |  |   |       |        |       |
|  | I            |                   |                  |       | Atlético Paranaense | 1                |                  |                  |  |   |                  |                  |                  |  |   |           |           |           |  |   |       |        |       |
|  | J            | Mogi Mirim        | 2                |       |                     |                  |                  |                  |  |   |                  |                  |                  |  |   |           |           |           |  |   |       |        |       |
|  | J            | Mogi Mirim        | 2                |       | J                   | Mogi Mirim       | 0                |                  |  |   |                  |                  |                  |  |   |           |           |           |  |   |       |        |       |
|  |              |                   |                  |       | J                   | Mogi Mirim       | 0                |                  |  |   |                  |                  |                  |  |   |           |           |           |  |   |       |        |       |
|  |              | L                 | Goiás            | 2     |                     |                  |                  |                  |  |   |                  |                  |                  |  |   |           |           |           |  |   |       |        |       |
|  | K            | L                 | Goiás            | 2     | Vasco da Gama       | 1                |                  |                  |  |   |                  |                  |                  |  |   |           |           |           |  |   |       |        |       |
|  | K            |                   |                  |       | Vasco da Gama       | 1                |                  |                  |  |   |                  |                  |                  |  |   |           |           |           |  |   |       |        |       |
|  | L            | Goiás             | 5                |       |                     |                  |                  |                  |  |   |                  |                  |                  |  |   |           |           |           |  |   |       |        |       |
|  | L            | Goiás             | 5                |       |                     |                  |                  |                  |  | L | Goiás (pen)      | 2 (5)            |                  |  |   |           |           |           |  |   |       |        |       |
|  |              |                   |                  |       |                     |                  |                  |                  |  | L | Goiás (pen)      | 2 (5)            |                  |  |   |           |           |           |  |   |       |        |       |
|  |              | M                 | São Paulo        | 2 (3) |                     |                  |                  |                  |  |   |                  |                  |                  |  |   |           |           |           |  |   |       |        |       |
|  | M            | M                 | São Paulo        | 2 (3) | São Paulo           | 2                |                  |                  |  |   |                  |                  |                  |  |   |           |           |           |  |   |       |        |       |
|  | M            |                   |                  |       | São Paulo           | 2                |                  |                  |  |   |                  |                  |                  |  |   |           |           |           |  |   |       |        |       |
|  | N            | Santa Cruz        | 1                |       |                     |                  |                  |                  |  |   |                  |                  |                  |  |   |           |           |           |  |   |       |        |       |
|  | N            | Santa Cruz        | 1                |       | M                   | São Paulo        | 4                |                  |  |   |                  |                  |                  |  |   |           |           |           |  |   |       |        |       |
|  |              |                   |                  |       | M                   | São Paulo        | 4                |                  |  |   |                  |                  |                  |  |   |           |           |           |  |   |       |        |       |
|  |              | P                 | Fortaleza        | 0     |                     |                  |                  |                  |  |   |                  |                  |                  |  |   |           |           |           |  |   |       |        |       |
|  | O            | P                 | Fortaleza        | 0     | Botafogo            | 0                |                  |                  |  |   |                  |                  |                  |  |   |           |           |           |  |   |       |        |       |
|  | O            |                   |                  |       | Botafogo            | 0                |                  |                  |  |   |                  |                  |                  |  |   |           |           |           |  |   |       |        |       |
|  | P            | Fortaleza         | 2                |       |                     |                  |                  |                  |  |   |                  |                  |                  |  |   |           |           |           |  |   |       |        |       |
|  | P            | Fortaleza         | 2                |       |                     |                  |                  |                  |  |   |                  |                  |                  |  |   |           |           |           |  | L | Goiás | 1      |       |
|  |              |                   |                  |       |                     |                  |                  |                  |  |   |                  |                  |                  |  |   |           |           |           |  | L | Goiás | 1      |       |
|  |              |                   |                  |       |                     |                  |                  |                  |  |   |                  |                  |                  |  |   |           |           |           |  |   | V     | Santos | 3     |
|  | Q            | Palmeiras         | 3                |       |                     |                  |                  |                  |  |   |                  |                  |                  |  |   |           |           |           |  |   | V     | Santos | 3     |
|  | Q            | Palmeiras         | 3                |       |                     |                  |                  |                  |  |   |                  |                  |                  |  |   |           |           |           |  |   |       |        |       |
|  | R            | Desportivo Brasil | 2                |       |                     |                  |                  |                  |  |   |                  |                  |                  |  |   |           |           |           |  |   |       |        |       |
|  | R            | Desportivo Brasil | 2                |       | Q                   | Palmeiras        | 2                |                  |  |   |                  |                  |                  |  |   |           |           |           |  |   |       |        |       |
|  |              |                   |                  |       | Q                   | Palmeiras        | 2                |                  |  |   |                  |                  |                  |  |   |           |           |           |  |   |       |        |       |
|  |              | S                 | Velo Clube       | 1     |                     |                  |                  |                  |  |   |                  |                  |                  |  |   |           |           |           |  |   |       |        |       |
|  | S            | S                 | Velo Clube       | 1     | Velo Clube          | 2                |                  |                  |  |   |                  |                  |                  |  |   |           |           |           |  |   |       |        |       |
|  | S            |                   |                  |       | Velo Clube          | 2                |                  |                  |  |   |                  |                  |                  |  |   |           |           |           |  |   |       |        |       |
|  | 1            | Internacional     | 1                |       |                     |                  |                  |                  |  |   |                  |                  |                  |  |   |           |           |           |  |   |       |        |       |
|  | 1            | Internacional     | 1                |       |                     |                  |                  |                  |  | Q | Palmeiras        | 4                |                  |  |   |           |           |           |  |   |       |        |       |
|  |              |                   |                  |       |                     |                  |                  |                  |  | Q | Palmeiras        | 4                |                  |  |   |           |           |           |  |   |       |        |       |
|  |              | U                 | Cruzeiro         | 2     |                     |                  |                  |                  |  |   |                  |                  |                  |  |   |           |           |           |  |   |       |        |       |
|  | T            | U                 | Cruzeiro         | 2     | Atibaia             | 2                |                  |                  |  |   |                  |                  |                  |  |   |           |           |           |  |   |       |        |       |
|  | T            |                   |                  |       | Atibaia             | 2                |                  |                  |  |   |                  |                  |                  |  |   |           |           |           |  |   |       |        |       |
|  | 2            | Sertãozinho       | 1                |       |                     |                  |                  |                  |  |   |                  |                  |                  |  |   |           |           |           |  |   |       |        |       |
|  | 2            | Sertãozinho       | 1                |       | T                   | Atibaia          | 0                |                  |  |   |                  |                  |                  |  |   |           |           |           |  |   |       |        |       |
|  |              |                   |                  |       | T                   | Atibaia          | 0                |                  |  |   |                  |                  |                  |  |   |           |           |           |  |   |       |        |       |
|  |              | U                 | Cruzeiro         | 1     |                     |                  |                  |                  |  |   |                  |                  |                  |  |   |           |           |           |  |   |       |        |       |
|  | U            | U                 | Cruzeiro         | 1     | Cruzeiro (pen)      | 1 (5)            |                  |                  |  |   |                  |                  |                  |  |   |           |           |           |  |   |       |        |       |
|  | U            |                   |                  |       | Cruzeiro (pen)      | 1 (5)            |                  |                  |  |   |                  |                  |                  |  |   |           |           |           |  |   |       |        |       |
|  | 3            | Fluminense        | 1 (3)            |       |                     |                  |                  |                  |  |   |                  |                  |                  |  |   |           |           |           |  |   |       |        |       |
|  | 3            | Fluminense        | 1 (3)            |       |                     |                  |                  |                  |  |   |                  |                  |                  |  | Q | Palmeiras | 2         |           |  |   |       |        |       |
|  |              |                   |                  |       |                     |                  |                  |                  |  |   |                  |                  |                  |  | Q | Palmeiras | 2         |           |  |   |       |        |       |
|  |              | V                 | Santos           | 3     |                     |                  |                  |                  |  |   |                  |                  |                  |  |   |           |           |           |  |   |       |        |       |
|  | V            | V                 | Santos           | 3     | Santos              | 5                |                  |                  |  |   |                  |                  |                  |  |   |           |           |           |  |   |       |        |       |
|  | V            |                   |                  |       | Santos              | 5                |                  |                  |  |   |                  |                  |                  |  |   |           |           |           |  |   |       |        |       |
|  | 4            | Náutico           | 1                |       |                     |                  |                  |                  |  |   |                  |                  |                  |  |   |           |           |           |  |   |       |        |       |
|  | 4            | Náutico           | 1                |       | V                   | Santos (pen)     | 1 (4)            |                  |  |   |                  |                  |                  |  |   |           |           |           |  |   |       |        |       |
|  |              |                   |                  |       | V                   | Santos (pen)     | 1 (4)            |                  |  |   |                  |                  |                  |  |   |           |           |           |  |   |       |        |       |
|  |              | W                 | Grêmio Osasco    | 1 (3) |                     |                  |                  |                  |  |   |                  |                  |                  |  |   |           |           |           |  |   |       |        |       |
|  | W            | W                 | Grêmio Osasco    | 1 (3) | Grêmio Osasco       | 2                |                  |                  |  |   |                  |                  |                  |  |   |           |           |           |  |   |       |        |       |
|  | W            |                   |                  |       | Grêmio Osasco       | 2                |                  |                  |  |   |                  |                  |                  |  |   |           |           |           |  |   |       |        |       |
|  | 5            | São Caetano       | 0                |       |                     |                  |                  |                  |  |   |                  |                  |                  |  |   |           |           |           |  |   |       |        |       |
|  | 5            | São Caetano       | 0                |       |                     |                  |                  |                  |  | V | Santos (pen)     | 1 (4)            |                  |  |   |           |           |           |  |   |       |        |       |
|  |              |                   |                  |       |                     |                  |                  |                  |  | V | Santos (pen)     | 1 (4)            |                  |  |   |           |           |           |  |   |       |        |       |
|  |              | 7                 | Audax            | 1 (3) |                     |                  |                  |                  |  |   |                  |                  |                  |  |   |           |           |           |  |   |       |        |       |
|  | X            | 7                 | Audax            | 1 (3) | América Mineiro     | 2 (0)            |                  |                  |  |   |                  |                  |                  |  |   |           |           |           |  |   |       |        |       |
|  | X            |                   |                  |       | América Mineiro     | 2 (0)            |                  |                  |  |   |                  |                  |                  |  |   |           |           |           |  |   |       |        |       |
|  | 6            | Ferroviária (pen) | 2 (3)            |       |                     |                  |                  |                  |  |   |                  |                  |                  |  |   |           |           |           |  |   |       |        |       |
|  | 6            | Ferroviária (pen) | 2 (3)            |       | 6                   | Ferroviária      | 0                |                  |  |   |                  |                  |                  |  |   |           |           |           |  |   |       |        |       |
|  |              |                   |                  |       | 6                   | Ferroviária      | 0                |                  |  |   |                  |                  |                  |  |   |           |           |           |  |   |       |        |       |
|  |              | 7                 | Audax            | 7     |                     |                  |                  |                  |  |   |                  |                  |                  |  |   |           |           |           |  |   |       |        |       |
|  | Z            | 7                 | Audax            | 7     | Paraná              | 1                |                  |                  |  |   |                  |                  |                  |  |   |           |           |           |  |   |       |        |       |
|  | Z            |                   |                  |       | Paraná              | 1                |                  |                  |  |   |                  |                  |                  |  |   |           |           |           |  |   |       |        |       |
|  | 7            | Audax             | 2                |       |                     |                  |                  |                  |  |   |                  |                  |                  |  |   |           |           |           |  |   |       |        |       |

### Segunda fase
| 15 de janeiro | Paraná         | 1 – 2     | Audax                                      | Estádio Nicolau Alayon, São Paulo |
| 16:00         | Neto 90' (pen) | Relatório | Caio Dantas 70' (pen) · Murilo Picollo 77' | Árbitro: Jorge Torres             |

| 15 de janeiro | América Mineiro             | 2 – 2     | Ferroviária                | Estádio Ninho do Corvo, Guarulhos  |
| 16:00         | Assis 5' · Júnior 80' (pen) | Relatório | Gustavo 26' · Vinícius 89' | Árbitro: Leonardo Vinicius Pereira |

|                                 |       | Penalidades                         |  |
| Vitor Garcia Soares Luis Felipe | 0 – 3 | Edson Luiz Jhonatas Rafael Calegare |  |

| 15 de janeiro | Grêmio Osasco                   | 2 – 0     | São Caetano | Estádio Prefeito José Liberatti, Osasco |
| 16:00         | Lucas 1' · Jefferson Gaúcho 11' | Relatório |             | Árbitro: Luiz Carlos Ramos Júnior       |

| 15 de janeiro | Santos                                                                  | 5 – 1     | Náutico   | Estádio Alfredo Chiavegato, Jaguariúna |
| 16:00         | Stéfano Yuri 25' · Giva 38', 65' · Léo Cittadini 59' · Pedro Castro 81' | Relatório | Izaldo 7' | Árbitro: Valdir Aparecido Montrazio    |

| 15 de janeiro | Atibaia                | 2 – 1     | Sertãozinho | Estádio Municipal Salvador Russani, Atibaia |
| 16:00         | Renato 6' · Danilo 43' | Relatório | Jardel 15'  | Árbitro: José Roberto Marques               |

| 15 de janeiro | Velo Clube                     | 2 – 1     | Internacional | Estádio Benito Agnelo Castellano, Rio Claro |
| 16:00         | Diego 16' · Thiago 65' (falta) | Relatório | Marlon 58'    | Árbitro: Maurico Antonio Fioretti           |

| 15 de janeiro | Cruzeiro  | 1 – 1     | Fluminense  | Estádio Martins Pereira, São José dos Campos |
| 18:30         | Eurico 4' | Relatório | Zé Lucas 9' | Árbitro: Simões Marconi Ferrari              |

|                                                   |       | Penalidades                                     |  |
| Pedro Paulo Juninho Christian Eurico Hugo Sanches | 5 – 3 | Fernando Gustavo Scarpa Biro Biro Igor Nogueira |  |

| 15 de janeiro | Palmeiras                       | 3 – 2     | Desportivo Brasil            | Arena Barueri, Barueri                |
| 21:00         | Chico 64', 72' · João Pedro 84' | Relatório | Bruno Gomes 69' · Deivid 70' | Árbitro: Marco Antonio de Oliveira Sá |

| 16 de janeiro | Botafogo | 0 – 2     | Fortaleza                       | Estádio Joaquim de Morais Filho, Taubaté |
| 16:00         |          | Relatório | Edinho 78' · Stênio 90+2' (pen) | Árbitro: Gilmar Pedroso Rocha            |

| 16 de janeiro | São Paulo               | 2 – 1     | Santa Cruz  | Estádio Luís Augusto de Oliveira, São Carlos |
| 16:00         | Tiago 57' · Adelino 68' | Relatório | Wallacy 32' | Árbitro: Eleandro Pedro da Silva             |

| 16 de janeiro | Atlético Paranaense | 1 – 2     | Mogi Mirim               | Estádio Dr. José Lancha Filho, Franca |
| 16:00         | Léo Santos 31'      | Relatório | Ceará 3' · Dunguinha 28' | Árbitro: José Paulo Canale            |

| 16 de janeiro | América-SP | 1 – 2     | Juventude                    | Estádio Teixeirão, São José do Rio Preto |
| 16:00         | Luan 33'   | Relatório | Ermel 25' (pen) · Rafael 28' | Árbitro: Edson Reis Pavani Junior        |

| 16 de janeiro | Figueirense                     | 2 – 3     | Atlético Mineiro                       | Estádio Jorge Ismael de Biase, Novo Horizonte |
| 16:00         | Jefferson 44' · Vanderson 90+1' | Relatório | Carlos 23' · Geziel 38' · Henrique 62' | Árbitro: Silvio Renato Silveira               |

| 16 de janeiro | Grêmio     | 1 – 1     | Coritiba         | Estádio Bento de Abreu Sampaio Vidal, Marília |
| 16:00         | Felipe 88' | Relatório | Denner 56' (pen) | Árbitro: Paulo Estevão Alves da Silva         |

|                                                       |       | Penalidades             |  |
| Lucas Gabriel Carlos Alexandre Matheus Biteco Antônio | 4 – 1 | Abner Leonardo Jeferson |  |

| 16 de janeiro | Corinthians | 0 – 1     | Bahia      | Estádio Doutor Hermínio Ometto, Araras |
| 18:30         |             | Relatório | Feijão 32' | Árbitro: Thiago Silva Egidio           |

| 16 de janeiro | Vasco da Gama       | 1 – 5     | Goiás                                                | Estádio Doutor Francisco de Palma Travassos, Ribeirão Preto |
| 21:00         | Thadeu Paraguai 89' | Relatório | Paulo 12', 64' · Eric 47' · Rodrigo 74' · Arthur 71' | Árbitro: Ageu Lima da Cunha                                 |

### Oitavas de final
| 17 de janeiro | Ferroviária | 0 – 7     | Audax                                                                             | Estádio Nicolau Alayon, São Paulo |
| 16:00         |             | Relatório | Caio Dantas 24', 64' · Jorge 26', 50' · Diego 48' · Pedro Paulo 79' · Romário 87' | Árbitro: André Luis Riquena       |

| 17 de janeiro | Santos            | 1 – 1     | Grêmio Osasco    | Estádio Alfredo Chiavegato, Jaguariúna |
| 16:00         | Léo Cittadini 16' | Relatório | Jubal 20' (g.c.) | Árbitro: Camilo Morais Zarpelão        |

|                                                          |       | Penalidades                       |  |
| Gustavo Henrique Giva Léo Cittadini Lucas Otávio Neilton | 4 – 3 | Jé Caique Pedro Klauber Jefferson |  |

| 17 de janeiro | Palmeiras                 | 2 – 1     | Velo Clube   | Arena Barueri, Barueri          |
| 18:30         | Chico 1' · Diego Souza 7' | Relatório | Werincon 59' | Árbitro: Daniel Destro do Carmo |

| 17 de janeiro | Atibaia | 0 – 1     | Cruzeiro    | Estádio Martins Pereira, São José dos Campos |
| 21:00         |         | Relatório | Juninho 87' | Árbitro: José Cláudio Calógero               |

| 18 de janeiro | São Paulo                                                        | 4 – 0     | Fortaleza | Estádio Luís Augusto de Oliveira, São Carlos |
| 16:00         | Adelino 7' · Tiago 9' · João Schmidt 36' · Lucas Evangelista 81' | Relatório |           | Árbitro: Marcos Antonio Gomes Filho          |

| 18 de janeiro | Mogi Mirim | 0 – 2     | Goiás                        | Estádio Dr. Francisco de Palma Travassos, Ribeirão Preto |
| 16:00         |            | Relatório | Túlio 13' · Mário Sérgio 82' | Árbitro: Kleber Canto dos Santos                         |

| 18 de janeiro | Grêmio                         | 2 – 2     | Atlético Mineiro     | Estádio Bento de Abreu Sampaio Vidal, Marília |
| 18:30         | Rafael 36' · Lucas Gabriel 57' | Relatório | Dodô 16' · Élder 61' | Árbitro: Uelington Rosa Pereira               |

|                                            |       | Penalidades                 |  |
| Felipe Pires Santiago Matheus Antônio Luan | 4 – 2 | Dodô Gabriel Rafael Rodrigo |  |

| 18 de janeiro | Juventude | 0 – 0     | Bahia | Estádio Doutor Hermínio Ometto, Araras |
| 21:00         |           | Relatório |       | Árbitro: Rodrigo Gomes Paes Domingues  |

|                                                                                                |       | Penalidades                                                                              |  |
| Ermel Flávio Brunello Alan Flavinho Vacaria Ademilson Rafael Lucas Veneno Juliano Ayrton Ermel | 8 – 9 | Railan Ryder Caio César Zé Roberto Mateus Feijão Eric Maracá Laércio Robson Renan Railan |  |

### Quartas de final
| 19 de janeiro | Santos   | 1 – 1     | Audax           | Estádio Alfredo Chiavegato, Jaguariúna |
| 10:00         | Giva 83' | Relatório | Caio Dantas 20' | Árbitro: Thiago de Oliveira Rosa       |

|                                                    |       | Penalidades                                  |  |
| Jubal Pedro Castro Léo Cittadini Giva Lucas Otávio | 4 – 3 | Caio Dantas Victor Alan Nichollas Fábio Bras |  |

| 19 de janeiro | Palmeiras                                          | 4 – 2     | Cruzeiro                 | Arena Barueri, Barueri                |
| 17:00         | Edílson 30', 70' · Fernando 33' · Gabriel Dias 64' | Relatório | Daniel 32' · Bruno 45+1' | Árbitro: Carlos Roberto dos Santos Jr |

| 20 de janeiro | Goiás                            | 2 – 2     | São Paulo                           | Estádio Luís Augusto de Oliveira, São Carlos |
| 10:00         | Clayton 16' · Mário Sérgio 90+3' | Relatório | Luiz Eduardo 22' · João Schmidt 67' | Árbitro: Renato Aparecido Fazanaro Canadinho |

|                                   |       | Penalidades                                    |  |
| Liniker Arthur Clayton Eric Paulo | 5 – 3 | João Schmidt Pedrinho Lucas Evangelista Mirrai |  |

| 20 de janeiro | Grêmio     | 1 – 4     | Bahia                                                | Estádio Nicolau Alayon, São Paulo |
| 14:00         | Fabian 58' | Relatório | Railan 22' · Maracá 71' · Zé Roberto 80' · Ryder 87' | Árbitro: Adriano de Assis Miranda |

### Semifinal
| 22 de janeiro | Bahia       | 1 – 1     | Goiás    | Estádio Nicolau Alayon, São Paulo    |
| 16:00         | Matheus 12' | Relatório | Erik 41' | Árbitro: Regildenia de Holanda Moura |

|                             |       | Penalidades                 |  |
| Caio Cesar Ryder Zé Roberto | 0 – 3 | Liniker André Júnior Murilo |  |

| 22 de janeiro | Palmeiras                    | 2 – 3     | Santos                      | Arena Barueri, Barueri          |
| 21:00         | Edílson 56' · João Pedro 75' | Relatório | Neilton 26' (pen), 46', 70' | Árbitro: Thiago Luis Scarascati |

### Final
| 25 de janeiro | Goiás      | 1 – 3             | Santos                                          | Estádio do Pacaembu, São Paulo                                    |
| 10:00         | Arthur 48' | Relatório Boletim | Pedro Castro 35' (pen) · Neilton 37' · Giva 62' | Público: 25 172 (22 400 pagantes) Árbitro: Leonardo Ferreira Lima |

### Premiação
| Copa São Paulo de Futebol Júnior de 2013 |
| São Paulo                                |
| ---------------------------------------- |
| SANTOS Campeão (2º título)               |

## Artilharia
| 8 gols (3) - Caio Dantas (Audax) - Diego (Mogi Mirim) - Erik (Goiás) 6 gols (3) - Leandro (Corinthians) - Luan (América-SP) - Ruan (Sport) | 5 gols (1) - Wágner (Santa Cruz) 4 gols (10) - Jorge (Audax) - Ryder (Bahia) - Rodrigo Dias (Cruzeiro) | - Gustavo (Ferroviária) - Jefferson (Grêmio Osasco) - Ermel (Juventude) - Filipe (Linense) - Neilton (Santos) - Tiago (São Paulo) - Jardel (Sertãozinho) - Renan (Taubaté) |